# Eugeniusz Ankutowicz
Eugeniusz Ankutowicz (ur. 15 marca 1925 w Komarnie) – polski dowódca wojskowy, pułkownik Wojska Polskiego.
Syn zawodowego podoficera WP we Lwowie Tomasza i dyplomowanej położnej Kazimiery. Prezes Oddziału Związku Inwalidów Wojennych w Stargardzie.

## Życiorys

### Lata wojny
Po ukończeniu szkoły podstawowej w Komarnie, zdał do IX Gimnazjum i Liceum we Lwowie.
W 1939 roku NKWD usiłowało aresztować ojca za udział w wyprawie kijowskiej i w obronie Lwowa, ale uprzedzony, przedostał się do Generalnego Gubernatorstwa. Jednak matkę Kazimierę i Eugeniusza deportowano w głąb ZSRR (do Osinowki w obwodzie nowosybirskim). Po zawarciu umowy Sikorski-Stalin rodzina zmieniła miejsce zesłania i osiadła nad rzeką Czują w pobliżu większego skupiska Polaków.
Ze względu na młody wiek, do Armii Andersa nie został powołany. 2 czerwca 1943 roku przyjechał do Sielc nad Oką. Tu otrzymał przydział do szkoły podoficerskiej 1 pułku czołgów. W czasie bitwy pod Lenino ochraniał sztab pułku. Następnie szedł szlakiem 1 Brygady Pancernej im. Bohaterów Westerplatte. Ze Smoleńszczyzny w rejon Żytomierza i Berdyczowa, a następnie na Wołyń w rejon Kiwerc. Potem przez Lublin i przyczółek warecko-magnuszewski. Po spaleniu czołgu w czasie walk o Pragę, został przydzielony do 1 Praskiego pułku piechoty jako zastępca dowódcy kompanii rusznic przeciwpancernych w II batalionie piechoty. We wrześniu i październiku 1944 walczył o Legionowo-Płudy.
15 lutego 1945 roku, po ukończeniu Oficerskiej Szkoły Czołgów, został skierowany do 16 Samodzielnej Brygady Pancernej. Brał udział w walkach o Poznań i Gorzów Wielkopolski w kierunku na Kostrzyn. Stąd skierowano brygadę na Wzgórza Trzebnickie z zadaniem organizacji kolejnego pierścienia okrążenia twierdzy Wrocław. W kwietniu 1945 roku w ramach 16 BPanc forsował Nysę Łużycką pod Rotenburgiem i walczy na kierunku Budziszyn-Drezno. 5 maja 1945 pod miastem Danbau został ranny i był przetransportowany do szpitala w Bolesławcu, gdzie przebył operację.

### Okres powojenny
10 czerwca wyszedł ze szpitala i powrócił do macierzystej jednostki 16 Samodzielnej Brygady Pancernej, którą w połowie lipca przeniesiono do Szczecina. 
6 lutego 1946 roku 16 Brygada Pancerna w której odbywał służbę została przeformowana w 9 pułk czołgów średnich. W 1948 pułk został z całą kadrą przeniesiony do Słupska. Od 1949 po ukończeniu kursu doskonalenia oficerów w Poznaniu służył na różnych stanowiskach w wojskach pancernych, kolejno w Elblągu, Lęborku, Trzebiatowie i Braniewie. W 1958 został skierowany na kurs doskonalenia oficerów służb administracyjnych w Warszawie i po jego ukończeniu pełnił służbę w Wojskowej Komendzie Uzupełnień we Włocławku, Dębnie Lubuskim i Stargardzie Szczecińskim. 3 maja 1976 roku przeszedł na emeryturę. Do Związku Inwalidów Wojennych został przyjęty w 1989 roku, od 1993 prezes Oddziału ZIW RP. Został awansowany do stopnia pułkownika. Do dziś mieszka w Stargardzie.

## Ordery i odznaczenia
Pierwotny wykaz orderów i odznaczeń

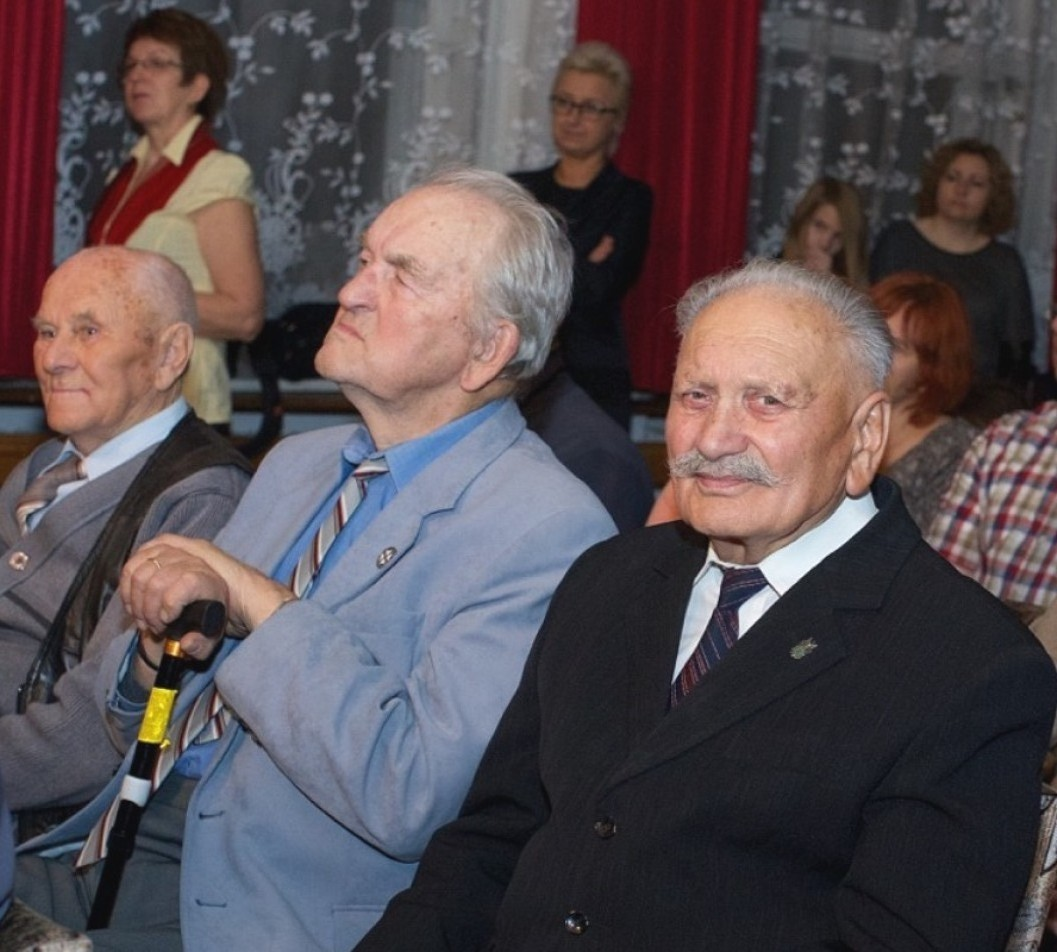
Stargard, 10.11.2015. Płk Eugeniusz Ankutowicz podczas wieczornicy listopadowej, z lewej płk Emil Marzec

- Krzyż Kawalerski Orderu Odrodzenia Polski (leg. Nr 1154-73-6 z 7.09.1973)
- Krzyż Walecznych (leg. Nr 12212 z 8.12.1951)
- Srebrny Krzyż Zasługi (bojowy) (leg. Nr 38851/12014 z 11.10.1946)
- Srebrny Krzyż Zasługi (leg. Nr 12211 z 8.12.1951)
- Medal za Warszawę 1939–1945 (leg. Nr 071882 z 12.04.1946)
- Medal za Odrę, Nysę, Bałtyk (leg. Nr 032618 z 12.04.1946)
- Medal Zwycięstwa i Wolności 1945 (leg. Nr 215780 z 9.05.1946)
- Medal Rodła (leg. Nr 101-87-2 z 18.11.1987)
- Medal „Za udział w walkach o Berlin” (leg. Nr 17572 z 9.05.1969)
- Odznaka Grunwaldzka (leg. Nr 019300 z 28.06.1946)
- Odznaka Gryfa Pomorskiego (leg. Nr 2514 z 4.07.1967)
- Złota Odznaka Honorowa Związku Inwalidów Wojennych RP (leg. Nr 0001370 z 7.05.2001)